# Missunde
Missunde (danska: Mysunde) är en by i Schleswig-Holstein i Tyskland, sydöst om Danevirke vid vägen mellan Eckernförde och Flensburg. Byn ligger i kommunen (Gemeinde) Kosel.
Byn är främst känd för två slag, slaget vid Mysunde 12 september 1850 under Slesvig-holsteinska kriget då danska trupper under Oluf Krabbe slog tillbaka ett schleswig-holsteinskt anfall och slaget vid Mysunde 2 februari 1864 under Dansk-tyska kriget då Georg Daniel Gerlach slog tillbaka ett preussiskt anfall lett av prins Karl Fredrik.